# Joachim Schulze (Fußballspieler)
Joachim Schulze (* 21. September 1956) ist ein ehemaliger deutscher Fußballspieler.

## Werdegang
Der Stürmer Joachim Schulze stand in der Saison 1977/78 im Kader des Zweitligisten Arminia Bielefeld. Am 29. Oktober 1977 gab er sein Zweitligadebüt bei der 0:1-Niederlage der Arminia bei Hannover 96. Es folgten zwei weitere Einsätze in der Zweiten Liga, bei denen er ohne Torerfolg blieb. Am Saisonende wurde Schulze mit den Bielefeldern Meister und stieg in die Bundesliga auf. Schulze wechselte zum Verbandsligaaufsteiger SC Verl, für den er 10 Jahre spielte. Im Jahre 1986 stieg Schulze mit den Verlern in die Oberliga Westfalen auf und beendete seine Karriere dann zwei Jahre später.

## Auszeichnungen
Joachim Schulze wurde im Frühjahr 2024 in die Jahrhundertelf des SC Verl gewählt.